# Мяги, Андре
Андре Мяги (эст. Andre Mägi; 14 января 1988, Коэру, Пайдеский район) — эстонский футболист, защитник.

## Биография
Воспитанник клуба «Флора» (Ярва-Яани). Взрослую карьеру начал в команде «Коэру» в четвёртом дивизионе Эстонии. В 2006 году перешёл в систему таллинской «Флоры», но выступал только за второй состав клуба в первой лиге, также дважды на полгода отдавался в аренду в «Элву», тоже игравшую в первой лиге. В 2008 году вернулся в «Коэру».
В 2009 году присоединился к клубу «Пайде ЛМ», проводившему дебютный сезон в высшей лиге Эстонии, и сразу стал игроком стартового состава клуба. Свой первый матч в чемпионате сыграл 7 марта 2009 года против «Транса», а первый гол забил спустя год, 20 марта 2010 года в ворота «Таммеки». В основной команде «Пайде» провёл восемь сезонов, за это время сыграл 181 матч и забил 15 голов в высшей лиге Эстонии. В 2013 году стал лучшим бомбардиром клуба, забив 7 голов. В сезоне 2014/15 стал финалистом Кубка Эстонии. Последний матч за основной состав «Пайде» сыграл весной 2016 года, в дальнейшем играл за вторую и третью команды клуба.
В начале карьеры вызывался в юношескую сборную Эстонии (до 17 лет). В 2011—2012 годах сыграл три матча за олимпийскую сборную страны (до 23 лет).

## Достижения
- Финалист Кубка Эстонии: 2014/15